# Weltgesundheitstag
Der Weltgesundheitstag ist ein weltweiter Aktionstag der 1948 gegründeten Weltgesundheitsorganisation (WHO) und wird seit 1954 jährlich am 7. April begangen. Jedes Jahr rückt die WHO ein Gesundheitsproblem vorrangig in das Bewusstsein der Öffentlichkeit. Dabei geht es zunehmend um die Entwicklung nationaler Gesundheitssysteme.
In Deutschland wurde der Tag mehr und mehr zu einer Informationsplattform für Gesundheitsberufe mit Fachtagungen und Kongressen.